# Nele Daenen
Nele Daenen, née le 12 juillet 1975 à Saint-Trond, est une femme politique belge, membre de Vooruit.

## Biographie
Nele Daenen nait le 12 juillet 1975 à Saint-Trond.
Le 4 février 2025, elle devient députée fédérale à la Chambre des représentants en remplaçant Frank Vandenbroucke qui devient ministre dans le Gouvernement De Wever.